# Spirituals (álbum)
Spirituals es el cuarto álbum de estudio por la cantante estadounidense Santigold, publicado el 9 de septiembre de 2022. Es su primer álbum en seis años y el primero en ser lanzado de forma independiente, a través de su propio sello Little Jerk Records. El álbum fue precedido por el lanzamiento de cuatro sencillos: «High Priestess», «Ain't Ready», «Nothing» y «Shake».

## Antecedentes
Santigold lanzó el mixtape I Don't Want: The Gold Fire Sessions en julio de 2018. Además, apareció en dos lanzamientos de Tyler, the Creator, Music Inspired by Illumination & Dr. Seuss' The Grinch a fines de 2018 e Igor a mediados de 2019, contribuyendo como corista. El álbum se grabó en gran parte durante la pandemia de COVID-19, después de recuperarse de un bloqueo de escritor. Ella tituló el álbum después del concepto de espiritual negro.
A mediados de abril de 2021, Santigold compartió una foto de sus últimos días en el estudio en sus redes sociales. En junio de 2021, Santigold apareció en el podcast The Fader Uncovered de Mark Ronson.

## Promoción
El sencillo principal, «High Priestess» fue publicado el 18 de mayo de 2022. Jon Blistein de la revista Rolling Stone escribió que “«High Priestess» es energía pura con su combinación de percusión inquieta y sintetizadores new wave”. Emma Sanchez de Variance describió la canción como un “nuevo y explosivo tema”. El sitio web Beats Per Minute comentó: “A través de un ritmo de alta velocidad y un bajo imponentemente suspendido, sus palabras brotan, dibujando anillos alrededor de tu mente con alardes e imágenes de fuego rápido. Es un regreso muy juguetón, bullicioso e irresistible para la artista pop multifacética”. Sarah Maninger de Lighting 100 le otorgó el certificado de “DJ Pick of the Week”, escribiendo: “La canción es la pista de baile retro perfecta. Combina el lirismo icónico de Santigold con un ritmo completamente propio. La canción presenta sintetizadores parecidos a los de los años 1970 que la hacen clásica y actual”.
Santigold anunció el lanzamiento del álbum, junto con el lanzamiento de «Ain't Ready», el 15 de junio de 2022. El sencillo fue acompañado por un videoclip dirigido por Frank Ockenfels. El sitio web KCRW le otorgó el certificado de “Best New Music”. Samantha Sullivan de Paste comentó que la canción “rebosa de la resiliencia que se necesita para perseverar a través de una depresión artística y reconectarse con uno mismo. Los sintetizadores exudan cierto vigor, pero el puro poder del falsete de Santigold llama tu atención”.
«Nothing» fue publicado el 13 de julio de 2022 como el tercer sencillo del álbum. En un comunicado de prensa, la artista dijo: “«Nothing» es una canción que escribí sobre la invisibilidad. Es una canción para cualquiera que no haya sido visto, y para mí fue una oportunidad para explorar cómo se siente”. Bryan Kress de Consequence of Sound escribió que «Nothing», “es un título engañoso para el esfuerzo increíblemente sustancial de la cantautora”.
El cuarto y último sencillo, «Shake», fue publicado el 10 de agosto de 2022. Abby Jones de Consequence of Sound comentó: “Con una duración de menos de dos minutos, «Shake» no permite que su brevedad le impida dar un golpe. SBTRKT refuerza la canción con un ritmo agitado y ligeramente descentrado que recuerda un poco a Kid A de Radiohead, mientras Santigold canta un mensaje de perseverancia sobre un bucle de sintetizador ascendente”. La revista Paper la colocó entre las 10 canciones que necesitas escuchar ahora, describiéndola como “una ágil pieza de ketamina-funk producida por SBTRKT”.

## Recepción de la crítica
Spirituals recibió críticas generalmente positivas. En Metacritic, el álbum obtuvo un puntaje promedio de 78 sobre 100, basado en 13 críticas, lo cual indica “reseñas generalmente positivas”. Heven Haile, escribiendo para Pitchfork, le dio una calificación de 7.4 sobre 10 y dijo: “Usando sonidos modernos de pop celestial, punk rap, funk, electrónica reggae y una pizca de hyperpop, reinventa el tipo de música que puede consolar a las personas en momentos de dolor y estancamiento”, y añadió que el álbum “es un experimento con la trascendencia como vehículo para la catarsis que, a veces, se confunde con los intentos de fundamentar su comentario dentro de la música”. Jasleen Dhindsa de Loud and Quiet comentó: “En múltiples aspectos, este es un álbum que se siente fantástico, aunque su tema está inmerso en luchas muy reales”, aunque destacó que Spirituals “es bastante reducido en comparación con los esfuerzos anteriores de Santigold”. Anita Bhadani de The Skinny le dio una calificación de 4 estrellas y media sobre 5 y escribió: “Dulcemente inquietante, melódico y desafiante, Santigold ha creado el álbum perfecto para guiar a los oyentes desde las brumosas noches de verano hasta la fría luz de los nuevos días que se avecinan”.
Robert Duguay, escribiendo para Northern Transmissions, comentó: “Una cualidad subestimada dentro de Spirituals es cómo la cohesión y la subestructura de las canciones tienen un equilibrio distintivo. Es como un pastel con muchas capas y cada capa tiene un glaseado diferente en su exterior”. El sitio web Beats Per Minute dijo: “Es una experiencia sólida y, a menudo, divertida, con algunos aspectos destacados reales y una producción cristalina, pero para una alusión homónima tan elevada, el álbum termina defraudándose un poco”. Elise Soutar de la revista Paste escribió: “En su mejor momento, el disco alcanza ese pico de mirar por encima de lo que mantiene cautivo a su creador, ascendiendo más allá de los rígidos descriptores de género para crear algo familiar para los fanáticos sin dejar de empujar el sobre”.
Heather Phares, escribiendo para AllMusic, le dio una calificación de 4 estrellas sobre 5 y comentó: “Spirituals impulsa la música de Santigold mientras refuerza sus fortalezas, y quizás por primera vez desde su debut, se siente como un arte que tuvo que hacer ella misma”. Mark Beaumont de NME dijo que Spirituals “se vuelve más brutal a medida que avanza, abriéndose paso desde el pop espacial tropical a través del reggae cósmico hasta las manivelas y bobinas góticas del R&B”. Emma Madden de The Telegraph escribió: “Mientras marca su regreso con su cuarto trabajo de larga duración, Spirituals, el primero en seis años, les muestra a todos los músicos a los que ha enseñado cómo se hace realmente”.

## Lista de canciones
| Lista de canciones de Spirituals |                           |                                                                                 |                                              |          |  |
| N.º                              | Título                    | Escritor(es)                                                                    | Productor(es)                                | Duración |  |
| 1.                               | «My Horror»               | Santigold Naeem Juwan Martin “Doc” McKinney Alexander Ridha                     | McKinney Boys Noize Santigold Batmanglij     | 2:36     |  |
| 2.                               | «Nothing»                 | Santigold Raymond Brady McKinney Carlo Montagnese Andrew Hershey                | Santigold McKinney Illangelo Dre Skull       | 2:49     |  |
| 3.                               | «High Priestess»          | Santigold Brady Ridha Peder Losnegård Ryan Olson Simon Christensen              | Santigold Boys Noize Brady PsymunOlson Olson | 3:13     |  |
| 4.                               | «Ushers of the New World» | Santigold Ricardo Lloyd Johnson Jr. Batmanglij Christensen Jack Hallenbeck      | Ricky Blaze Batmanglij Santigold Hallenbeck  | 3:28     |  |
| 5.                               | «Witness»                 | Santigold Losnegård Everett Romano                                              | Lido Heavy Mellow                            | 2:35     |  |
| 6.                               | «Shake»                   | Santigold Aaron Foulds                                                          | SBTRKT                                       | 1:41     |  |
| 7.                               | «The Lasty»               | Santigold Aku Orraca-Tetteh Alexander Shuckburgh Christensen Jacob Brian Dutton | Psymun Santigold                             | 2:41     |  |
| 8.                               | «No Paradise»             | Santigold Orraca-Tetteh Nicholas Zinner Hershey P2J                             | P2J Dre Skull Santigold                      | 3:59     |  |
| 9.                               | «Ain't Ready»             | Santigold Montagnese Hershey Foulds                                             | Santigold Illangelo Dre Skull SBTRKT         | 3:26     |  |
| 10.                              | «Fall First»              | Santigold McKinney Batmanglij                                                   | McKinney Ricard Pernord Santigold            | 4:09     |  |